# Brozas
Brozas – gmina w Hiszpanii, w prowincji Cáceres, w Estramadurze, o powierzchni 398,84 km². W 2011 roku gmina liczyła 2046 mieszkańców.